# Saint-Planchers
Saint-Planchers település Franciaországban, Manche megyében. Lakosainak száma 1451 fő (2022. január 1.). Saint-Planchers Coudeville-sur-Mer, Anctoville-sur-Boscq, Granville, Saint-Aubin-des-Préaux, Saint-Jean-des-Champs, Saint-Pair-sur-Mer és Yquelon községekkel határos.

## Népesség
A település népessége az elmúlt években az alábbi módon változott:
| Lakosok száma | 587  | 936  | 1057 | 1235 | 1355 | 1351 | 1350 | 1399 | 1423 | 1451 |
|               | 1968 | 1982 | 1990 | 2006 | 2013 | 2015 | 2017 | 2019 | 2020 | 2022 |